# Stazione di Mussotto
La stazione di Mussotto è una fermata ferroviaria posta sulla linea Alessandria-Cavallermaggiore. Serve il centro abitato di Mussotto, frazione del comune di Alba.

## Strutture e impianti
Il fabbricato viaggiatori, in seguito convertito a ristorante, si sviluppa su due piani. Al primo piano era presente la biglietteria, la sala d'attesa, l'ufficio movimento e l'ufficio del capostazione. Il secondo piano ospitava l'alloggio del capostazione.
Nel 2016 sono stati effettuati i lavori di elettrificazione tra le città di Bra e Alba e la riqualificazione dello stabile.

## Movimento
La fermata di Mussotto è servita dai treni della linea SFM4 del servizio ferroviario metropolitano di Torino.